# میخیلو یالووی
میخیلو یالووی (اوکراینی: Михайло Омелянович Яловий؛ ۵ ژوئن ۱۸۹۵ – ۳ نوامبر ۱۹۳۷) شاعر، و نویسنده اهل امپراتوری روسیه بود.